# Esperança-pavão

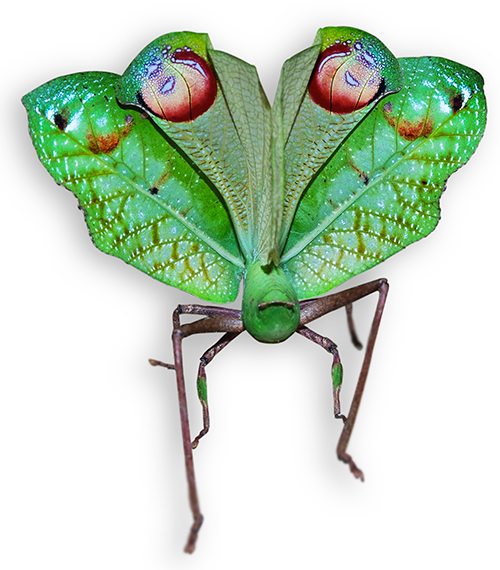
Esperança-pavão do gênero Tanusia em posição de defesa.

Esperança-pavão é como se denomina popularmente vários insetos ortópteros da família Tettigoniidae (esperanças), parentes dos grilos e gafanhotos, cuja característica marcante é o ato de levantar suas asas como um leque, semelhante ao que fazem os pavões machos. As asas dessas esperanças geralmente possuem manchas que lembram olhos (também conhecidas como ocelos), de modo que sua prática de eriçar as asas pode servir como uma técnica de defesa para afugentar ou amedrontar possíveis predadores, fazendo a esperança parecer maior do que realmente é.
As esperanças-pavões podem abranger muitas espécies de diversos gêneros. Dentre esses, destacam-se os gêneros Pterochroza, Ommatoptera e Tanusia. Uma das espécies mais conhecidas é Pterochroza ocellata. A grande maioria dessas espécies vivem nas florestas tropicais da América do Sul, geralmente sendo arborícolas onde, com as asas fechadas, mimetizam com grande riqueza de detalhes folhas vegetais verdes, secas ou até mesmo folhas atacadas por fungos.